# Канал Р-9
Р-9 — канал, входящий в систему Каховского канала. Отходит от магистрального канала у села Таврийское Акимовского района и протекает по югу Запорожской области. Вода канала используется для орошения степных полей и для водоснабжения Мелитополя.

## История
Строительство канала, начатое в 1987 году, было приостановлено в 1994. В результате в настоящее время канал обрывается у села Садового, в районе пересечения с Молочной рекой. Тем не менее, вода из работающего участка канала широко используется для орошения полей Акимовского и Мелитопольского районов Запорожской области — Приазовская оросительная система.
В 2002 году правительство выделило 7,5 млн гривен на завершение строительства Бердянского водопровода, берущего начало из канала Р-9, и 1 сентября 2004 года водопровод был торжественно открыт.

## Физические параметры
У села Таврийское ширина канала составляет 35 метров, глубина 10 метров, у Анновки ширина 24, глубина 7, у Нового ширина 20, глубина 5 метров

## Галерея

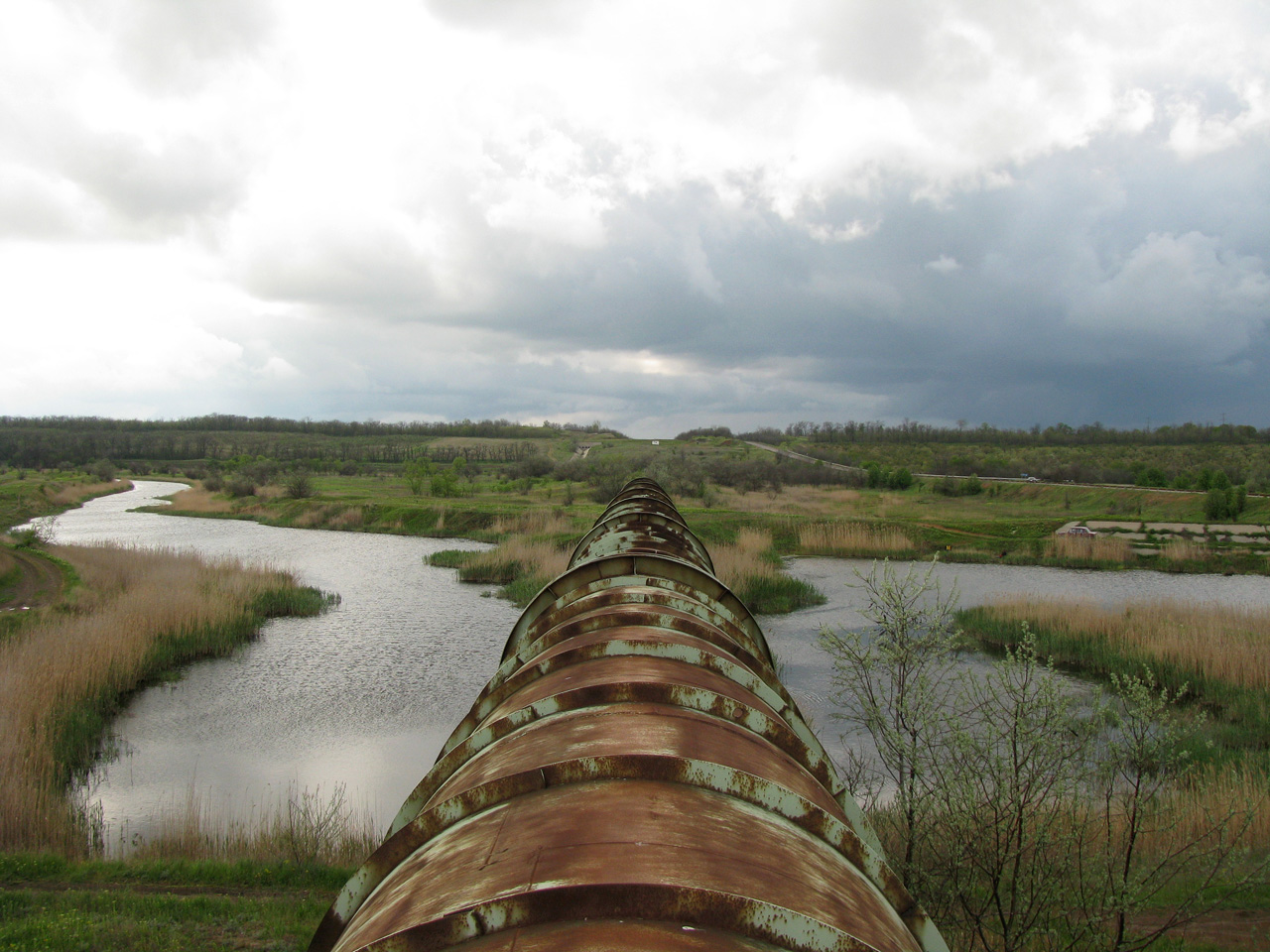
Труба, по которой канал должен был пересекать Молочную реку. Канал заканчивается на холме по центру фотографии
Водовод, по которому канал пересекает реку Тащенак у посёлка Новое
Вид на водовод через Тащенак с железнодорожного моста